# متلازمة التصالبة
متلازمة التصالبة هي مجموعة من العلامات والأعراض المرتبطة بآفات التصالب البصري، والتي تظهر على شكل ضعف في المجال البصري للمريض، وذلك بحسب موقع الآفة على طول العصب البصري. أورام الغدة النخامية هي السبب الأكثر شيوعًا لها. ومع ذلك، قد تحدث المتلازمة بسبب السرطان، أو ترتبط بحالات طبية أخرى مثل التصلب المتعدد والورم العصبي الليفي.

## الأسباب
قسّم فروزين أسباب متلازمة التصالبة إلى أسباب داخلية وأسباب خارجية. تعني الأسباب الداخلية وجود سماكة في التصالب نفسه، والأسباب الخارجية أن سبب الآفة هو ضغط من قبل أي بنية أخرى خارج التصالب. الأسباب الأخرى الأقل شيوعًا لمتلازمة التصالبة هي أسباب استقلابية أو تسممية أو الصدمة أو العدوى.
أهم الأسباب هي الأورام الدبقية والتصلب المتعدد. تُشتق الأورام الدبقية في التصالب البصري من الخلايا النجمية عادة. تكون هذه الأورام بطيئة النمو وتصيب الأطفال بشكل رئيسي، ويكون إنذار المرض لديهم أسوأ من البالغين، خاصة إذا امتد الورم إلى منطقة ما تحت المهاد. غالبًا ما ترتبط المتلازمة بالورم الليفي العصبي من النوع 1 (NF-1)، والذي يكون علاجه باستئصال العصب البصري. تؤثر الطبيعة الخادعة لمنطقة ركبة ويلبراند في التصالب البصري على درجة الاستئصال؛ أي يمكن قطع العصب البصري مباشرة عند التقاطع مع التصالب دون الخوف من احتمال حدوث عجز في المجال البصري.
معظم أسباب متلازمة التصالبة انضغاطية. وصف روبن وزملاؤه العديد من مسببات الانضغاط، وتكمن أهمية ذلك في معرفة الإنذار والمدى المتوقع لنجاح العلاج. الكتل المشتبه بها عادة هي أورام الغدة النخامية والأورام القحفية البلعومية والأورام السحائية.
أورام الغدة النخامية هي السبب الأكثر شيوعًا لمتلازمة التصالبة. قد تكون عيوب المجال البصري أول علامات ورم الغدة النخامية غير الوظيفي. وهي أقل تواترًا بكثير من أورام الغدة النخامية الوظيفية. تسبق الاضطرابات الهرمونية الجهازية الناتجة عن الورم الوظيفي، مثل متلازمة كوشينغ، وثر اللبن، وضخامة النهايات علامات الانضغاط. غالبًا ما تضغط أورام الغدة النخامية على التصالب الأوسط من الأسفل. متلازمة النزف الفجائي النخامي هي إحدى المتلازمات الحادة النادرة. قد تسبب فقدان بصر مفاجئ، إذ يتضخم الورم الحميد النزفي بسرعة.
قد تتطور من البقايا الجنينية لجيبة راتكه خلايا ورمية تشكل ما يُعرف بالورم القحفي البلعومي. يمكن أن تتطور هذه الأورام في أي وقت ولكن يوجد فئتان عمريتان أكثر عرضة للخطر. الأولى خلال فترة العشرين سنة الأولى من العمر والأخرى تحدث بين الخمسين والسبعين من العمر. يقترب الورم القحفي البلعومي من التصالب البصري من الخلف وما فوق. قد يؤدي امتداد الورم القحفي البلعومي حتى البطين الثالث إلى استسقاء الرأس.
تتطور الأورام السحائية من الطبقة العنكبوتية. تضغط حديبة السرج التركي والأورام السحائية المسطحة الوتدية على التصالب البصري من الأسفل. إذا نشأ الورم السحائي من الحجاب السرجي، ستتأذى منطقة التصالب الخلفي. قد تضغط أطراف الحرف الوتدي الأنسي على التصالب من الجانب. قد يضغط الثلم الشمي تحت الجبهي على التصالب من الأعلى. ترتبط الأورام السحائية أيضًا بالورم العصبي الليفي 1. النساء أكثر عرضة للإصابة بالأورام السحائية.